# 常陸小川郵便局
常陸小川郵便局（ひたちおがわゆうびんきょく）は茨城県小美玉市にある郵便局。民営化前の分類では集配普通郵便局であった。

## 概要
住所：〒311-3499 茨城県小美玉市小川1632
民営化直前の集配業務再編において、多くの集配普通郵便局は統括センターとなったが、当局は配達センターとされたため、民営化後も郵便事業株式会社の支店は併設されず、集配センターが併設された。

## 沿革
- 1874年（明治7年）12月16日 - 小川郵便取扱所として開設[1]。
- 1875年（明治8年）1月1日 - 小川郵便局（五等）となる。
- 1885年（明治18年）10月1日 - 貯金取扱を開始。
- 1890年（明治23年）7月16日 - 為替取扱を開始。
- 1897年（明治30年）2月21日 - 小川郵便電信局となる。
- 1903年（明治36年）4月1日 - 通信官署官制の施行に伴い小川郵便局となる。
- 1966年（昭和41年）12月6日 - 電話交換事務を石岡電報電話局に移管[2]。
- 1981年（昭和56年）10月19日 - 高浜郵便局から集配業務の一部[3]を移管。
- 2000年（平成12年）8月1日 - 特定郵便局から普通郵便局に局種別改定するとともに、常陸小川郵便局に改称。
- 2007年（平成19年）10月1日 - 民営化に伴い、併設された郵便事業石岡支店常陸小川集配センターに一部業務を移管。
- 2012年（平成24年）10月1日 - 日本郵便株式会社発足に伴い、郵便事業石岡支店常陸小川集配センターを常陸小川郵便局に統合。

## 取扱内容
- 郵便、印紙、ゆうパック、内容証明
- 貯金、為替、振替、振込、国際送金、国債、投資信託
- 生命保険、バイク自賠責保険、自動車保険
- ゆうちょ銀行ATM
- 小美玉市内の一部地域の集配業務

## 風景印
- 形はニラの花型の変形印である。
- 図案は『ニラの花』・『F-15イーグル』・『筑波山』
- 使用開始日は2000年（平成12年）8月1日

### 過去の風景印
- 2000年（平成12年）6月1日 - 2000年（平成12年）7月31日
  - 図案は『ニラの花』・『F-15イーグル』・『筑波山』

## 周辺
- 茨城県立小川高等学校
- 小美玉市立小川南中学校
- 小美玉市立小川小学校
- 国道355号
- 園部川

## アクセス
- 関東鉄道 小川局前停留所下車
- 茨城空港から西へ約7km
- 常磐自動車道 千代田石岡ICから東へ約11km
- 駐車場あり：10台